# Pharmakos
Le pharmakós (en grec ancien φαρμακός, « celui qu'on immole en expiation des fautes d'un autre ») est la victime expiatoire dans un rite de purification largement utilisé dans les sociétés primitives et dans la Grèce antique. Le mot a fini par prendre en grec, à l'époque classique, la signification de malfaiteur. Afin de combattre une calamité ou de chasser une force mauvaise et menaçante, une personne, parfois revêtue de vêtements sacrés, ou un animal était choisi et traîné hors de la cité, où il était parfois mis à mort. Cette victime sacrificielle, innocente en elle-même, était censée, comme le bouc émissaire hébreu, se charger de tous les maux de la cité. Son expulsion devait permettre de purger la cité du mal qui la touchait, d'où l'ambiguïté du terme grec qui, au neutre (φάρμακον, phármakon), pouvait signifier aussi bien « remède », « drogue », « philtre », que « poison » ou « venin ».

## Le pharmakós dans l'antiquité

### Lephármakon(neutre singulier) ou lesphármaka(neutre pluriel)
Chez Homère, le mot phármakon se rencontre plusieurs fois. Il peut jouer un rôle positif dans le cas d'Hélène qui cherche à soulager les peines de Télémaque et Ménélas pleurant Ulysse en mélangeant un phármakon à leur vin, comme elle l'a appris de Polydamna en Égypte. Il est parfois accompagné de l'adjectif kakón quand son rôle est négatif, comme dans le cas de Circé qui souhaite rendre amnésiques les compagnons d'Ulysse et mélange un phármakon kakón au vin qu'elle leur offre.
Chez Théocrite, Simaitha et sa servante Thestylis, les deux femmes qui mènent un rituel de magie amoureuse ou de sorcellerie dans l'idylle II, sont appelées dans le titre grec de l'idylle pharmakeutriai, c'est-à-dire faiseuses ou utilisatrices de pharmaka, autrement dit pharmaciennes.

### Lepharmakós(masculin singulier)
La ville d'Athènes entretenait un certain nombre de miséreux, criminels, vagabonds, infirmes, et en cas de calamité réelle ou possible, on procédait à un sacrifice en choisissant un de ces individus comme pharmakós. Le rite d'exécution du pharmakós est la lapidation. La cruauté de ces vieux rituels à l'égard de malheureux expulsés comme boucs émissaires s'était beaucoup atténuée dans l'Athènes classique du Ve siècle av. J.-C.
Au cours des fêtes appelées Thargélies qui se célébraient en mai en l'honneur d'Apollon, le dieu purificateur par excellence, deux « pharmakoí », parés l'un d'un collier de figues blanches, l'autre d'un collier de figues noires, étaient escortés à travers la ville ; on les frappait à coups de branches de figuier et de tiges d'oignons marins (en grec ancien σκίλλα, scille), et on les expulsait hors de la cité pour écarter avec eux les souillures dont on les supposait chargés.
 Sur l'île de Leucade, on pratiquait, à époque archaïque, l'ordalie du καταποντισμός, « katapontismos » : on précipitait dans les flots une victime humaine selon un rite de rédemption collective. La victime du « Saut de Leucade » avait des plumes attachées au corps, ce qui pourrait laisser supposer un déguisement animal. Ce rite est décrit par le géographe grec Strabon en ces termes : « Il avait été d'usage à Leucade, que chaque année, le jour de la fête d'Apollon, on précipitât du haut du cap Leucate, à titre de victime expiatoire, quelque malheureux poursuivi pour un crime capital. On avait soin de lui empenner tout le corps et de l'attacher à des volatiles vivants ».

Jane Ellen Harrison écrit que, lors des Mystères d'Éleusis, « chaque homme prend avec lui son pharmakós, un jeune cochon » dans les rites de purification à Éleusis en Grèce antique.
Henri Jeanmaire parle du sacrifice humain ou animal nommé diasparagmos. Les participants au rite se faisaient saisir d'une furie extatique avant de tuer le sacrifice à mains nues, avant de souvent s'en nourrir.

## Le phármakon dans la philosophie
Pharmakon, en philosophie et en théorie critique, recoupe trois sens distincts : remède, poison et bouc émissaire. Les premier et deuxième sens font référence au sens quotidien de la pharmacologie (en particulier la toxicologie), dérivant du terme grec φάρμακον (phármakon), tandis que le troisième sens fait référence au rituel de sacrifice humain.  
Le lexique Liddell-Scott-Jones donne un autre sous-sens de pharmakon (remède) en tant que « moyen de produire quelque chose » qui intéresse certains auteurs actuels. 

### Platon
Dans le Phèdre, Platon, persuadé de la supériorité de l'instruction par le discours oral et vivant sur l'écrit, compare l'écriture à une « drogue » (pharmakon : poison) :
« Socrate : Le dieu Theuth, inventeur de l'écriture, dit au roi d'Égypte : « Voici l'invention qui procurera aux Égyptiens plus de savoir et de mémoire : pour la mémoire et le savoir j'ai trouvé le remède [pharmakon] qu'il faut » - Et le roi répliqua : « Dieu très industrieux, autre est l'homme qui se montre capable d'inventer un art, autre celui qui peut discerner la part de préjudice et celle d'avantage qu'il procure à ses utilisateurs. Père des caractères de l'écriture, tu es en train, par complaisance, de leur attribuer un pouvoir contraire à celui qu'ils ont. Conduisant ceux qui les connaîtront à négliger d'exercer leur mémoire, c'est l'oubli qu'ils introduiront dans leurs âmes : faisant confiance à l'écrit, c'est du dehors en recourant à des signes étrangers, et non du dedans, par leurs ressources propres, qu'ils se ressouviendront ; ce n'est donc pas pour la mémoire mais pour le ressouvenir que tu as trouvé un remède. » »
— Platon, Phèdre, 274e-275a
Le mot pharmakon est aussi utilisé par Platon pour distinguer la mauvaise sophistique de la bonne philosophie : quand il s'applique aux sophistes, pharmakon est pris dans son sens de « poison », mais quand il s'applique à Socrate, au contraire, il est pris dans son sens bénéfique de remède. Jacques Derrida montre qu'entre Socrate et les sophistes, il y a identité dans la réciprocité violente : le mot pharmakon polarise la violence sur un « double » arbitrairement expulsé de la cité philosophique. 
Jacques Derrida a aussi fait cette découverte remarquable que Platon n'utilise jamais le terme pharmakós au masculin, qui est le seul nom de sa famille à ne pas figurer dans son œuvre, alors que tous les autres comme φαρμακεία, φαρμακεύς, φαρμακεύω et φάρμακον sont attestés chez ce philosophe. Selon René Girard, cette découverte prouve la répugnance de Platon devant la violence religieuse, son refus de révéler la violence religieuse présente chez les poètes, Homère et les tragiques grecs (d'où l'opposition de Platon à la poésie, opposition qui n'est pas fondée sur des critères esthétiques comme on le croit souvent) ; voyant le danger de cette violence, Platon a voulu censurer « la puissance du sacrificiel dans ce qu'il a de plus moral. Je dis bien moral. »

### Jacques Derrida
Au XXe siècle, Jacques Derrida a analysé dans La pharmacie de Platon les significations opposées du terme pharmakon (remède, ou bien poison) en Grèce antique, à partir d'une réflexion sur le Phèdre de Platon.
Alors qu'une lecture simple du traitement de l'écriture par Platon suggère que l'écriture doit être rejetée, car strictement toxique pour la capacité de penser par soi-même en dialoguant avec les autres (c'est-à-dire par anamnèse), Derrida propose, quant à lui, que l'écriture relève à la fois d'un remède et d'un poison.
Derrida emploie le terme pharmakon pour mettre en évidence le lien entre sa signification traditionnelle et la notion philosophique d’indétermination : 

« Les efforts de traduction ou de philosophie pour favoriser ou purger une signification particulière de pharmakon [et l'identifier comme étant un « remède » ou un « poison »] forcent en réalité une interprétation de ce qui resterait autrement indécidable. »

Or, la traduction du pharmakon par « remède » ou par « poison » ne saurait être acceptée ou refusée totalement, car « il n’y a pas de remède inoffensif. Le pharmakon ne peut jamais être simplement bénéfique », c’est quelque chose qui peut être à la fois bon et mauvais, bénéfique et douloureux. Derrida donne l’exemple des galeux qui, en frottant leurs plaies, ressentent une « douloureuse jouissance » qui, tout en participant à apaiser la maladie, ne la soigne pas. Il cite également l'exemple de l'écriture comme pharmakon, tirée d'une analyse du Phèdre de Platon :

« A peine plus loin, Socrate compare à une drogue (pharmakon) les textes écrits que Phèdre a apportés avec lui. Ce pharmakon, cette "médecine", ce philtre, à la fois remède et poison, s'introduit déjà dans le corps du discours avec toute son ambivalence. »

 Le pharmakon est porteur et producteur d’ambiguïté - un double originaire qui fait une chose et son contraire en même temps. Le pharmakon est contradictoire et pris dans un cercle sans fin. En ce sens, L’écriture en tant que pharmakon fait deux choses en même temps : elle est utile et bonne pour la mémoire, elle est une trace qui aide à se remémorer le vrai. À l’inverse, elle est le souvenir d’une vérité, mais un souvenir teinté d’une opinion puisque c’est une expérience rétrospective. L’écriture en ce sens est mauvaise à cause de son aspect second, son impossibilité d’être authentique dans le présent, elle n’est vraie qu’en apparence. On ne peut pas condamner le pharmakon tout comme on ne peut pas condamner l’écriture, car ils sont à la fois problème et solution.
Cependant, se référant au quatrième sens du pharmakon en tant que « productif », Kakoliris soutient (contrairement à la restitution de Derrida) que le différend entre Theuth et le roi dans Phèdre de Platon ne concerne pas la question de l'écriture comme pharmakon, soit un remède ou un poison, mais plutôt une question moins binaire, c'est-à-dire, savoir si l'écriture est productrice de mémoire ou de souvenir. L'indétermination et l'ambiguïté ne sont pas, de ce point de vue, caractéristiques fondamentales du pharmakon, mais plutôt de la lecture déconstructive de Derrida.

### Épicurisme
La philosophie morale d'Épicure a été résumée par Philodème de Gadara en quatre points, ce que l'on a appelé le Tetrapharmakos, c'est-à-dire le « quadruple remède » : 
« Le dieu n'est pas à craindre ; la mort ne donne pas le souci ; et tandis que le bien est facile à contenir, le mal est facile à supporter. »
— Philodème de Gadara, Contre les sophistes, IV, 10-14.

### Ludwig Wittgenstein
Ludwig Wittgenstein aussi compare la philosophie à une thérapeutique. Mais il ne s'agit plus ici d'une pharmaceutique, comme chez les Grecs.

D'après Marie Guillot, professeur de philosophie et d'histoire de l'art à l'université d'Essex et auteur de l'article « Wittgenstein, Freud, Austin : voix thérapeutique et parole performative » dans la Revue de métaphysique et de morale en 2004  : 

« Le langage soigne ses propres maux par les mots. La double nature du verbe, où gisent à la fois le mal et le remède, se lit par exemple dans la formule ambiguë de Wittgenstein : "La philosophie est un combat contre l’ensorcellement de notre intelligence par le moyen de notre langage." »

### Autres interprétations
René Girard en a fait l'un des fondements de sa théorie du bouc émissaire dans La Violence et le Sacré. 
Bernard Stiegler, pour sa part, base sa Pharmacologie philosophique sur le principe du pharmakon, cherchant ainsi, dans les poisons de la société du XXIe siècle, ses « remèdes». Il  affirme que « l'hypomnèse apparaît comme ce " qui constitue la condition de l’anamnèse "», c’est-à-dire qu’une communication externalisée (asynchrone?[précision nécessaire]) dans le temps est un outil pour une pensée créatrice originale, notamment parce qu’elle est le support primordial de la culture. 
Michael Rinella a rédigé un compte-rendu du livre sur le pharmakon placé en contexte historique, en mettant l’accent sur la relation entre pharmakoi au sens classique du terme - drogue ou médicament - et l'acception philosophique du terme.
Dans certains cas, il peut être approprié de considérer un pharmakon comme un exemple d'anthropotechnique au sens où l'entend Sloterdijk, c'est-à-dire faisant partie d'un « projet visant à traiter la nature humaine en tant qu'objet de manipulation délibérée». Cela correspond à la manière dont Carl Page entend le « noble mensonge » de Platon - à savoir, en tant que pharmakon, avec le philosophe dans le rôle de médecin moral. De même, pharmakon a été théorisé en relation avec une philosophie plus large de la technologie, de la biotechnologie, de l'immunologie, de l'amélioration et de la dépendance.

### Exemples illustratifs
Gregory Bateson souligne qu’une part importante de la philosophie des Alcooliques anonymes consiste à comprendre que l’alcool joue un rôle curatif pour l’alcoolique qui n’a pas encore commencé à se sevrer. Il ne s’agit pas simplement de lui fournir un anesthésique, mais bien de lui donner le moyen de « s’échapper de ses propres principes aliénants, constamment renforcés par la société environnante ». Un exemple plus bénin est le concept de Donald Winnicott d’un «  objet de transition » (comme un ours en peluche) qui relie et attache un enfant à sa mère. La mère doit à terme apprendre à l'enfant à se détacher de cet objet, de peur qu'il n'en devienne excessivement dépendant. Stiegler affirme que l'objet transitoire est « l'origine des œuvres d'art et, plus généralement, de la vie de l'esprit. »

### Exemples d'utilisation

#### Dans la politique
Soulignant le troisième sens du pharmakon comme bouc émissaire, mais touchant les autres sens du terme, Boucher et Roussel considèrent le Québec comme un pharmakon à la lumière de la polémique entourant la controverse Barbara Kay et le mouvement de la souveraineté québécoise[réf. nécessaire]. On peut voir un autre excellent exemple de pharmakon dans la fixation américaine autour de l'ancienne icône de célébrité Lindsay Lohan.  [réf. nécessaire]

#### En philosophie médicale
Persson utilise les divers sens de pharmakon pour « poursuivre une sorte de phénoménologie des médicaments en tant que processus incorporés, une approche mettant en avant le potentiel productif des médicaments ; leur capacité à reconfigurer les corps et les maladies de multiples façons imprévisibles ». Soulignant la notion de Derrida selon laquelle l'effet du pharmakon est contextuel plutôt que causal, l'affirmation fondamentale de Persson - en référence à la lipodystrophie à changement de forme corporelle vécue par certains patients VIH sous traitement antirétroviral - est la suivante :

« La qualité ambivalente du pharmakon est plus qu'un simple fait de " mauvaise drogue, mauvaise dose, mauvaise forme d'administration, mauvais patient ". Les drogues, comme c'est le cas avec les thérapies anti-rétrovirales, ont la capacité d'être à la fois bénéfiques et préjudiciables pour la même personne. »

#### Dans la philosophie des médias
Il peut être nécessaire de faire la distinction entre la pharmacologie qui agit dans les multiples sens dans lesquels ce terme est compris ici, et une réponse thérapeutique supplémentaire à l'effet du pharmakon en question. Se référant à l'hypothèse selon laquelle l'utilisation de la technologie numérique - entendue comme un pharmakon de l'attention - est corrélée au trouble déficitaire de l'attention, Bernard Stiegler se demande dans quelle mesure les technologies relationnelles numériques peuvent « donner naissance à de nouvelles formes d'attention ».

#### Dans la philosophie post-métaphysique
La citation suivante de Gianni Vattimo sert d’épigraphe aux remarques de Santiago Zabala sur les « pharmakons de la théologie ». Pour poursuivre le thème ci-dessus sur une réponse thérapeutique : Vattimo compare l’interprétation à un virus. Dans son essai en réponse à cette citation, Zabala dit que le virus est sur-théologique et que cette interprétation est « le pharmakon le plus approprié de sur-théologie » ».

« Une personne ne peut parler avec impunité de l'interprétation ; l'interprétation est comme un virus, ou même un pharmakon, qui affecte tout ce avec quoi il vient en contact. D'un côté, il réduit toute la réalité au message – effaçant la distinction entre Natur et Geisteswisenschaften, depuis que même les sciences dites « dures » vérifient et falsifient leurs affirmations dans des paradigmes ou des pré-conceptions. Si les « faits » n'apparaissent qu'être des interprétations, l'interprétation, de l'autre côté, se présente lui-même de ce fait : l'herméneutique n'est pas une philosophie, mais l'énonciation de l'existence historique dans l'ère de la fin de la métaphysique [...]. »

 Zabala a ajouté :« Je pense que la recherche d'un pharmakon peut être fonctionnellement comprise comme le but que se sont fixé de nombreux philosophes post-métaphysiques depuis Heidegger, après qui la philosophie est devenue une affaire de thérapie plutôt que de découverte. »